# Oleksandr Ljaschko

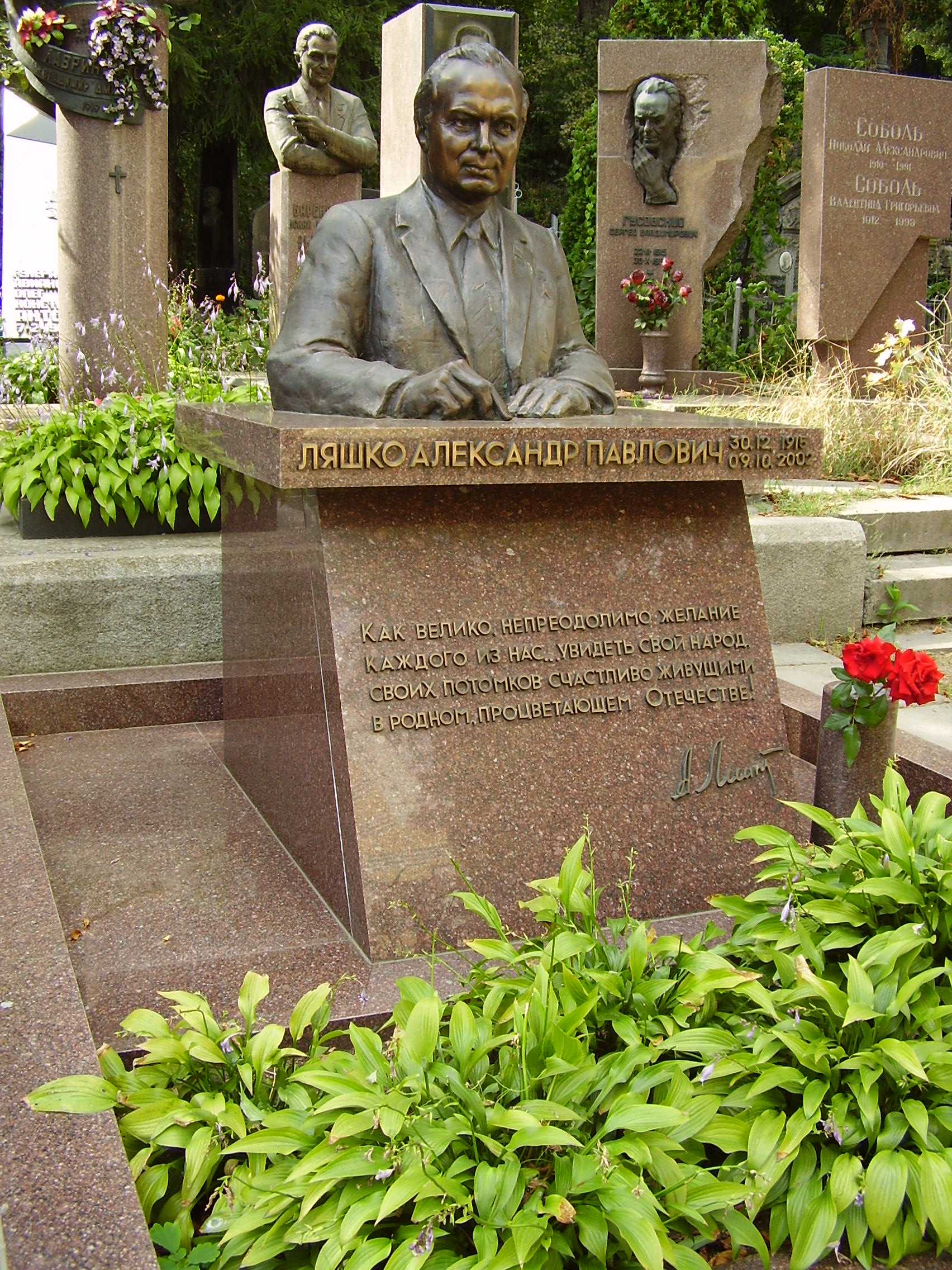
Ljaschkos Grabstätte auf dem Kiewer Baikowe-Friedhof

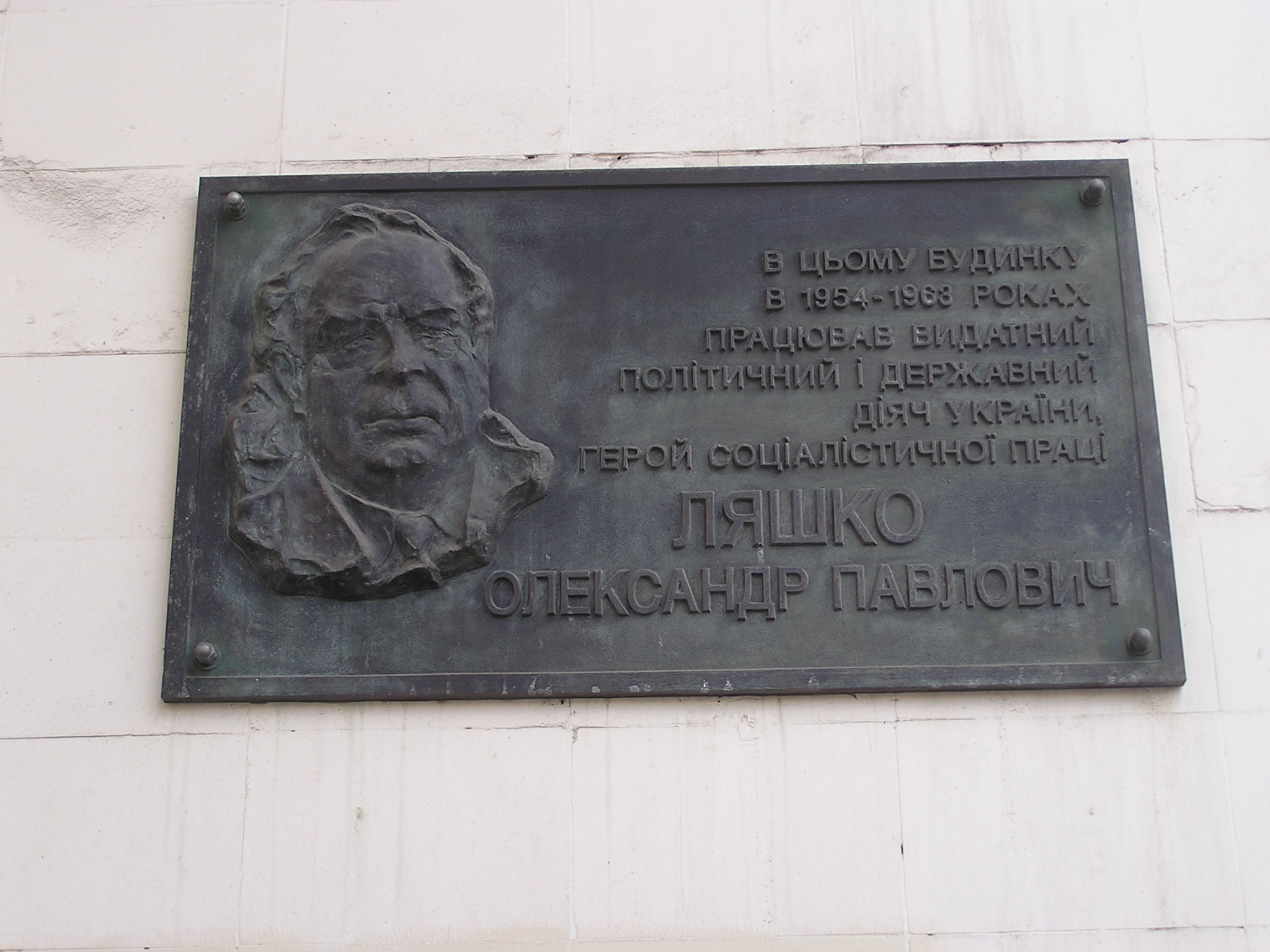
Gedenktafel für Ljaschko in Donezk

Oleksandr Pawlowytsch Ljaschko (* 17. Dezemberjul. / 30. Dezember 1915greg. in Rodakowe (ukrainisch Родакове), Oblast des Don-Heeres im Russischen Kaiserreich; † 9. Oktober 2002 in Kiew, Ukraine) war ein ukrainisch-sowjetischer Politiker und von 1969 bis 1972 Vorsitzender des Obersten Sowjets sowie von 1972 bis 1987 Vorsitzender des Ministerrates (Regierungschef) der Ukrainischen Sozialistischen Sowjetrepublik.

## Lebenslauf
Ljaschko wurde im Dorf Radakowe bei Slowjanoserbsk, heute eine Siedlung städtischen Typs in der heutigen ukrainischen Oblast Luhansk, als Sohn eines Bahnarbeiters geboren. 1942 trat Ljaschko in die KPdSU ein und begann eine Karriere als Parteifunktionär.
Am 7. April 1969 wurde er, in Nachfolge von Demjan Korottschenko, Vorsitzender des Obersten Sowjets der Ukrainischen Sozialistischen Sowjetrepublik und hatte dieses Amt bis zum 8. Juni 1972 inne, woraufhin Iwan Hruschezkyj dieses Amt übernahm. Vom 9. Juni 1972 bis zum 10. Juli 1987 war er in Nachfolge von Wolodymyr Schtscherbyzkyj Vorsitzender des Ministerrates (Ministerpräsident) der Ukrainischen SSR. In diesem Amt wurde er von Witalij Massol abgelöst. Im Juli 1987 ging er in den Ruhestand. Er starb am 9. Oktober 2002 in Kiew und wurde auf dem Baikowe-Friedhof beerdigt.

## Ehrungen
Ljaschko wurde 1957 und 1958 der Rotbannerorden, 1985 der Titel Held der Sozialistischen Arbeit und der Orden des Vaterländischen Krieges erster Klasse, sechsmal der Lenin-Orden (1965, 1971, 1973, 1975, 1977, 1985), sowie im Jahr 2000 der ukrainische Orden des Fürsten Jaroslaw des Weisen 5. Klasse verliehen.